# Rövidpályás gyorskorcsolya a 2017. évi téli európai ifjúsági olimpiai fesztiválon
A 2017. évi téli európai ifjúsági olimpiai fesztivál rövidpályás gyorskorcsolya versenyszámait Törökországban, Erzurumban, az Erzurum Jégkorcsolya Arénában rendezték február 12. és 17-e között.

## Összesített éremtáblázat
| A 2017. évi téli európai ifjúsági olimpiai fesztivál összesített éremtáblázata rövidpályás gyorskorcsolyában | A 2017. évi téli európai ifjúsági olimpiai fesztivál összesített éremtáblázata rövidpályás gyorskorcsolyában | A 2017. évi téli európai ifjúsági olimpiai fesztivál összesített éremtáblázata rövidpályás gyorskorcsolyában | A 2017. évi téli európai ifjúsági olimpiai fesztivál összesített éremtáblázata rövidpályás gyorskorcsolyában | A 2017. évi téli európai ifjúsági olimpiai fesztivál összesített éremtáblázata rövidpályás gyorskorcsolyában | Olimpia  |
| --- | --- | --- | --- | --- | -------- |
| | Ország | Arany | Ezüst | Bronz | Összesen |
| 1. | Oroszország                                                                                                  | 3 | 3 | 1 | 7        |
| 2. | Lengyelország                                                                                                | 1 | 1 | 1 | 3        |
| 3. | Luxemburg | 1 | 1 | 0 | 2        |
| 4. | Franciaország                                                                                                | 1 | 0 | 1 | 2        |
| 5. | Litvánia | 1 | 0 | 0 | 1        |
| 6. | Hollandia | 0 | 1 | 1 | 2        |
| 7. | Törökország                                                                                                  | 0 | 1 | 0 | 1        |
| 8. | Olaszország                                                                                                  | 0 | 0 | 3 | 3        |
| | | | | |          |
| Összesen | Összesen | 7 | 7 | 7 | 21       |

## Eredmények

### Férfi
| A 2017. évi téli európai ifjúsági olimpiai fesztivál érmesei férfi rövidpályás gyorskorcsolyában |                               |          |                               |          |                                |          |
| Versenyszám                                                                                      | Arany                         | Arany    | Ezüst                         | Ezüst    | Bronz                          | Bronz    |
| 500 m                                                                                            | Litvánia Salvijus Ramanauskas | 43.242   | Luxemburg Peter Murphy        | 43.414   | Franciaország Diane Sellier    | 43.703   |
| 1000 m                                                                                           | Franciaország Diane Sellier   | 1:35.643 | Törökország Hazar Karagol     | 1:35.854 | Oroszország Aleksei Simakin    | 1:45.728 |
| 1500 m                                                                                           | Luxemburg Peter Murphy        | 2:24.536 | Oroszország Konstantin Ivliev | 2:24.712 | Olaszország Spechenhauser Luca | 2:24.956 |

### Női
| A 2017. évi téli európai ifjúsági olimpiai fesztivál érmesei női rövidpályás gyorskorcsolyában |                                 |          |                             |          |                                   |          |
| Versenyszám                                                                                    | Arany                           | Arany    | Ezüst                       | Ezüst    | Bronz                             | Bronz    |
| 500 m                                                                                          | Oroszország Vera Rasskazova     | 45.716   | Hollandia Georgie Dalrymple | 55.951   | Olaszország Melissa Tunno         | 56.446   |
| 1000 m                                                                                         | Lengyelország Kamila Stormowska | 1:44.485 | Oroszország Vera Rasskazova | 1:44.537 | Lengyelország Patrycja Markiewicz | 1:44.784 |
| 1500 m                                                                                         | Oroszország Vera Rasskazova     | 2:35.111 | Oroszország Sofya Boytsova  | 2:35.255 | Olaszország Melissa Tunno         | 2:35.411 |

### Vegyes
| A 2017. évi téli európai ifjúsági olimpiai fesztivál vegyes váltó verseny érmesei rövidpályás gyorskorcsolyában |                                                                                      |          |                                                                                             |          |                                                                                   |          |
| Versenyszám | Arany                                                                                | Arany    | Ezüst                                                                                       | Ezüst    | Bronz                                                                             | Bronz    |
| Vegyes váltó | Oroszország · Sofya Boytsova · Vera Rasskazova · Konstantin Ivliev · Aleksei Simakin | 4:22.578 | Lengyelország · Patrycja Markiewicz · Kamila Stormowska · Jan Bogdanowicz · Krystian Giszka | 4:24.843 | Hollandia · Georgie Dalrymple · Sara Van Zuijlen · Hugo Bosma · Melle Van 'T Wout | 4:25.880 |